# Station Nörten-Hardenberg
Station Nörten-Hardenberg (Bahnhof Nörten-Hardenberg) is een spoorwegstation in de Duitse plaats Nörten-Hardenberg, in de deelstaat Nedersaksen. Het station ligt aan de spoorlijn Hannover - Kassel (Hannöversche Südbahn). Langs het station loopt de hogesnelheidslijn Hannover - Würzburg zonder halte bij Nörten-Hardenberg. Voor het na het station zijn er wissels die beide spoorlijnen verbinden.

## Indeling
Het station beschikt over twee 290 meter lange en 76 centimeter hoge zijperrons. De Hannöversche Südbahn ligt tussen kilometer 96,64 en 98,34 in het station, de HSL ligt tussen kilometer 88,92 en 90,85 in het station.
Ten noorden van het station buigt de uit het noorden komende HSL richting het zuiden af en komt naast de Hannöversche Südbahn te liggen. Hierbij zijn er overloopverbindingen tussen de HSL en de spoorlijn Hannover - Kassel.
Aan de oostzijde van het station is er een parkeerterrein en een fietsenstalling. Daarnaast bevindt zich hier het centrale busstation (Zentral-Omnibusbahnhof, ZOB) van Nörten-Hardenberg.

## Geschiedenis

### Ombouw in kader van de bouw van de hogesnelheidslijn Hannover - Würzburg
Het station werd in kader van de bouw van de HSL Hannover - Würzburg volledig omgebouwd. Om plaats te maken voor de HSL werd het station compleet omgebouwd en daarbij werden ook de sporen van de Hannöversche Südbahn verschoven.

#### Planning
In het Ontwerp-Tracébesluit van de HSL lag het gebied van station Nörten-Hardenberg in deelbesluit 3 in Nedersaksen. De procedures werden op 30 september 1977 afgerond. In het Tracébesluit werd het stationsgebied bij trajectdeel 3.5 (km 87,950 tot 92,220) gevoegd.
De overloopwissel tussen de HSL en de bestaande spoorlijn zal, wat eind jaren '70 gepland was, door goedrentreinen van en naar Goederenstation Göttingen gebruikt worden. Een inhaalmogelijkheid voor treinen in het station was niet voorzien.

#### Bouw
Over een totale lengte van 3,6 kilometer werden de sporen in het stationsgebied voor de HSL veranderd. Daarbij werd de Hannöversche Südbahn marginaal naar het oosten verschoven, om de sloop van diverse gebouwen te vermijden. Het goederenemplacement bleef behouden, evenals een opstelspoor voor een suikerfabriek ten noordoosten van het station. Langs de Hannöversche Südbahn werden de 300 meter lange zijperrons herbouwd.
In totaal waren vijf hoofdbouwfases voorzien, terwijl de exploitatie op de Hannöversche Südbahn zo veel mogelijk over de twee sporen door moest gaan. Eventuele beperkingen vonden in het weekeinde plaats waar voornamelijk één spoor beschikbaar bleef.
De eerste werkzaamheden begonnen in de vroege jaren '80. Doordat de uitvoering van werkzaamheden met het toenmalige SpDrS59-seinhuis niet volledig instelbaar was, begon in augustus 1979 de bouw van een SpDrS60-seinhuis, dat in juni 1981 in gebruik genomen werd. In het nieuwe gebouw en de elektronische uitrusting werd 5,1 miljoen Duitse Mark geïnvesteerd. Eerder werd overwogen, voor de bouwfases een containergebouw te plaatsen en voor de ingebruikname van de HSL een nieuw seinhuis te bouwen.
Een onderstation werd gebouwd in het noordelijke deel van het stationsgebied, tussen de beide spoorlijnen. Voor de toegang tot het zijperron dat tussen beide spoorlijnen ligt werd een nieuwe voetgangerstunnel gebouwd.
De ombouwwerkzaamheden begonnen in maart 1983. In 1984 begon bij het station Nörten-Hardenberg de werkzaamheden aan de HSL. In november 1986 waren de sporen van de Hannöversche Südbahn, het nieuwe perron en de voetgangerstunnel gereed.

## Verbindingen
De volgende treinseries doen het station Nörten-Hardenberg aan:
| Serie | Treinsoort                   | Route | Bijzonderheden       |
| ----- | ---------------------------- | --- | -------------------- |
| RE 2  | Regional-Express (metronom)  | Uelzen – Celle – Hannover Hbf – Nordstemmen – Elze (Han) – Alfeld (Leine) – Kreiensen – Northeim (Han) – Nörten-Hardenberg – Göttingen |                      |
| RB 80 | Regionalbahn (DB Regio Nord) | Göttingen – Nörten-Hardenberg – Northeim (Han) – Herzberg (Harz) – Bad Lauterberg im Harz Barbis – Nordhausen                          | Eenmaal per twee uur |